# Benedito Novo
Benedito Novo es un municipio brasileño del estado de Santa Catarina. Tiene una población estimada al 2022 de 10 520 habitantes. Pertenece a la Región metropolitana del Valle de Itajaí.

## Toponimia
El nombre proviene de la historia de un Afro-brasileño llamado Benedito, quien fue un esclavo fugitivo y tras su libertad prestó servicios a la localidad, de ahí se originó el nombre del municipio de Benedito Novo (Nuevo Benedito).
Otra versión dice que el nombre es por el Río Benedito que pasa por la localidad.

## Historia
La localidad fue fundada en 1880 por colonos alemanes. Pasó a ser distrito de Timbó en 1934, y dos años después distrito del nuevo municipio de Rodeio. Se emancipó el 20 de diciembre de 1961.
En 1988, parte del municipio pasó al nuevo municipio de Doutor Pedrinho.